# پرویز یارافشار
پرویز یارافشار (۱۲۹۰ - ۱۳۷۹ خورشیدی) سناتور و نماینده مجلس شورای ملی بود.

## خانواده
پدرش یارمحمدخان سردارسعید افشار از نظامیان دوره قاجار و خوانین قزوین بود که پس از فوت پدرش حسن خان سیف‌السلطنه، لقب سردار کل را به ارث برد و به نمایندگی بجنورد در دوره سوم مجلس شورای ملی و حکومت گیلان رسید. یارمحمد خان نام خانوادگی افشار را برگزید که پرویز آن را به یارافشار تغییر داد. مادرش نیز دختر عبدالوهاب خان نظام‌الملک از نوادگان میرزا آقاخان نوری بود.
تحصیلات خود را در تهران آغاز کرد و در دانشکده نیروی دریایی ایتالیا ادامه داد اما به پایان نرسانید و به تهران بازگشت. زندگى‌اش از املاكى اداره می‌شد كه از پدر به ارث برده بود اما بتدریج املاک به فروش مى‏‌رفت و درآمد آن تكافوى زندگیش را نمى‌کرد. تنها یك آبادى به نام یارآباد در منطقه بوئین زهرا ماند و بقیه به فروش رفت و ناچار به شغل ادارى روى آورد.

## کودتای ۲۸ مرداد
یارافشار با خواهرزاده سپهبد فضل‏‌الله زاهدى ازدواج کرد. هنگامی که زاهدی رئیس شهربانى و بعد وزیر كشور شد، او را به ریاست دفتر خود برگزید. در ۲۵ مرداد ۱۳۳۲ به دستور تیمسار زاهدی، یارافشار همراه با هرمز شاهرخ‌شاهی، ابوالقاسم زاهدی، صادق نراقی و حبیب‌الله نایبی مأمور شدند فرمانی را که شاه برای نخست‌وزیری او صادر کرده بود، به وزارتخانه‌ها، ادارات دولتی، روزنامه‌ها و مجلات و مؤسسات ملی ابلاغ کنند و پس از پایان کار در منزل یارافشار جمع شوند.
پس از کودتا که زاهدی نخست‌وزیر شد، یارافشار را رئیس دفتر خود کرد. چند ماه بعد در انتخابات دوره هجدهم مجلس شورای ملی، یارافشار به نمایندگی قزوین انتخاب شد و در دو دوره بعد نیز این کرسی را حفظ کرد. از سال ۱۳۴۲ تا ۱۳۵۷ نیز سناتور بود. او در بانك عمران هم سمت داشت. 
پرویز یارافشار مردى مؤدب و مبادی آداب توصیف شده که با مردم حسن رفتار داشت، در تمام عمر آزارش به كسى نرسید و مال مردم را نخورد و باج از كسى نگرفت و تا حد امكان در حوزه انتخابیه‌‏اش قدمهایى برداشت اما در اواخر عمر دچار تنگنای مالى شد.